# Rozhodnost
Rozhodnost je schopnost člověka samostatně a zodpovědně rozhodovat a rozhodnutí důsledně realizovat v činnosti. Rozhodnost se zvlášť výrazně projevuje ve složitých situacích, kdy je řízení spjato s rizikem a třeba volit jednu z několika alternativ. Rozhodnost je i schopnost bez váhání přebrat na sebe odpovědnost za rozhodnutí, jednat rychle, ve správný čas.